# جی. سی. کتفورد
جان کانیسن «یان» کتفورد (به انگلیسی: John Cunnison "Ian" Catford)، معروف به جِی. سی. کتفورد (J. C. Catford) (زادهٔ ۲۶ مارس ۱۹۱۷ – درگذشتهٔ ۶ اکتبر ۲۰۰۹) زبان‌شناس، آواشناس، و استاد دانشگاه اهل بریتانیا بود.

## زندگی
کتفورد در ادینبرا، اسکاتلند به دنیا آمد. پس از گذراندنِ تحصیلات متوسطه و دانشگاهی، در رشتهٔ آواشناسی ادامه تحصیل داد. او به تدریس زبان انگلیسی در خارج از کشور (در یونان، فلسطین، و مصر)، ازجمله در طول جنگ جهانی دوم پرداخت.
کتفورد با همسرش، لاتی (Lotte)، زمانی که در اورشلیم زندگی می‌کرد، آشنا شد. لاتی اهل وین بود و به زبان آلمانی صحبت می‌کرد. لاتی، در فلسطین و هنگامی که جوان بود، چندین زبان، ازجمله عبری و انگلیسی و عربی را فراگرفت. آشنایی کتفورد با زبان‌های مختلف و آواشناسیِ آنها نیز به زبان‌دانیِ همسرش مربوط می‌شد.
ثمرهٔ ازدواجِ یان کتفورد و لاتی دو فرزند به نام‌های لورنا (Lorna) و جولیان/ یولیان (Julian) بود.
کتفورد دانشکدهٔ زبان‌شناسی کاربردی در دانشگاه ادینبرو را تأسیس کرد. او همچنین، در همان دانشگاه، گروهی برای گردآوری نقشهٔ گویشهای مختلفِ زبان انگلیسی در سرتاسر اسکاتلند تشکیل داد. کتفورد، از راهِ شنیدنِ سخنِ یک گویشور، می‌توانست تشخیص دهد که اهل کدام نقطه از اسکاتلند است.
او متخصص آواشناسی، تولید آئرودینامیکیِ آوا، و فیزیک گفتار، و تحلیل ویژگی‌های آواییِ گفتار بود. توانایی شگفت‌انگیز او در بازشناسی آوا و گفتار موجب شد او را به دانشگاه میشیگان دعوت کنند. در آنجا، او با مؤسسهٔ زبان انگلیسی و آزمایشگاه علوم ارتباطات (آزمایشگاه آواشناسی کنونی) همکاری کرد. کتفورد بسیاری از موضوعات و شاخه‌های زبان‌شناسی را در همان دانشگاه تدریس کرد.
او در سال ۱۹۸۵ بازنشسته شد، اما دست از کار نکشید، و حتی به برخی از معتبرترین دانشگاه‌های سراسر جهان، ازجمله دانشگاه‌هایی در استانبول، اورشلیم، و کالیفرنیا دعوت شد. او مقاله‌های متعددی منتشر کرد، در همایش‌های بسیاری شرکت کرد، و همچنان به ارائهٔ سخنرانی، به‌ویژه در دانشگاه میشیگان، پرداخت. بسیاری از آثار اصلی او در همان دانشگاه نگهداری می‌شود. کتفورد برای بسیاری از دانشجویان دانشگاه، که به دنبال کار در رشتهٔ زبان‌شناسی بودند، توصیه‌نامه نوشت.
جان کانیسن کتفورد در ۶ اکتبر ۲۰۰۹، در ۹۲سالگی، در شورلاین، ایالت واشینگتن، ایالات متحدهٔ آمریکا، درگذشت.

## آثار
از کتفورد مقاله‌ها و مجموعه‌مقاله‌های فراوانی به چاپ رسیده‌است. برخی از آثار او عبارت‌اند از:
- A Practical Introduction to Phonetics
- Linguistic Theory of Translation: an essay in Applied Linguistics
- Fundamental Problems in Phonetics
- Word-stress and sentence-stress: a practical and theoretical guide for teachers of Basic English
- A Linguistic Theory of Translation
- Ergativity in Caucasian Languages